# Allée Pierre-Christian-Taittinger
L'allée Pierre-Christian-Taittinger est une voie du 16e arrondissement de Paris, en France.

## Situation et accès
L'allée Pierre-Christian-Taittinger se trouve sur le terre-plein central de l’avenue Henri-Martin, entre la rue de la Pompe et la place Tattegrain.
Elle se situe dans le prolongement de l'allée Maria-Callas, terre-plein central de l'avenue Georges-Mandel.

## Origine du nom

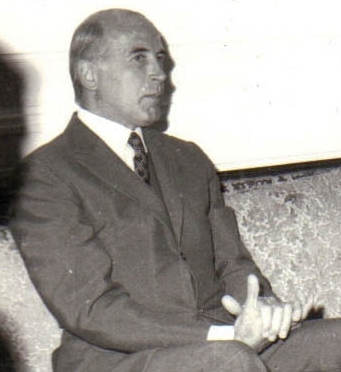
Pierre-Christian Taittinger en 1974.

Elle porte le nom de l'homme politique Pierre-Christian Taittinger (1926-2009), qui fut maire du 16e arrondissement.

## Historique
Cette voie a pris sa dénomination actuelle par un arrêté du 27 septembre 2011 et a été inaugurée en 2012.